# 7156 Flaviofusipecci
A 7156 Flaviofusipecci (ideiglenes jelöléssel (7156) 1981 EC2) a Naprendszer kisbolygóövében található aszteroida. Henri Debehogne és Giovanni de Sanctis fedezte fel 1981. március 4-én.